# Districtul Bautzen
Districtul Bautzen este un district rural în landul federal Saxonia (Sachsen) din Germania. 